# Władysław Kasiński
Władysław Kasiński (zm. 7 listopada 2011 we Wrocławiu) – polski koszykarz, multimedalista mistrzostw Polski, po zakończeniu kariery zawodniczej – działacz sportowy, wieloletni kierownik drużyny  Śląska Wrocław (koszykarskiej i piłkarskiej).
W 1952 zajął ósme miejsce na liście najlepiej punktujących ligi, natomiast w 1958 – dziewiąte.

## Osiągnięcia

### Klubowe
- Mistrz Polski (1952, 1965[3])
- Wicemistrz Polski (1963, 1964)
- Brązowy medalista mistrzostw Polski (1951, 1960)
- Zdobywca pucharu Polski (1957, 1959)
- Finalista pucharu Polski (1956)